# Helmut Berndt (Erziehungswissenschaftler)
Helmut Berndt (* 23. Juni 1924 in Berlin; † 2016 ebenda) war ein deutscher Sonderschullehrer und Erziehungswissenschaftler. Er war Institutsdirektor in der DDR und von 1958 bis 1990 Abgeordneter der Berliner Stadtverordnetenversammlung.

## Leben
Berndt, Sohn eines Lehrers und einer Lehrerin, erhielt nach dem Schulbesuch einen Reifevermerk und wurde zum Militärdienst eingezogen. Nach dem Zweiten Weltkrieg verschlug es ihn ins Thüringer Land. Er arbeitete 1945/46 zunächst als Landarbeiter, erwarb 1945 das Abitur an der Universität Jena und nahm nach Abschluss eines neunmonatigen Lehrganges an der Pädagogischen Fachschule der Universität Jena und der 1. Lehrerprüfung 1946 eine Tätigkeit als Neulehrer und Pionierleiter an der Schule in Gumperda auf.
Berndt trat 1946 in die Liberaldemokratische Partei Deutschlands (LDPD) ein. Er legte 1948 die 2. Lehrerprüfung ab und  bekam 1951 die Möglichkeit als Sonderschullehrer für tuberkulosekranke Kinder in seine Heimatstadt Berlin zurückzukehren. Er arbeitete an der Sonderschule im Klinikum Berlin-Buch. Im Jahr 1952 begann er am Institut für Sonderschulen der Humboldt-Universität zu Berlin ein Erweiterungsstudium, das er 1953 mit Auszeichnung und dem Doktortitel abschloss. Von 1953 bis 1958 war er als wissenschaftlicher Assistent am Institut für Sonderschulen der Humboldt-Universität beschäftigt. 1957 wurde er zum Doktor paed.promoviert und 1960 zum Oberassistenten und Fachrichtungsleiter am Institut für Sonderschulen berufen.
Im Oktober 1958 wurde er in die Berliner Stadtverordnetenversammlung gewählt und arbeitete dort in der Ständigen Kommission für Gesundheits- und Sozialwesen.
Helmut Berndt baute an der Seite von Peter Voigt die Fachrichtung Pädagogik der Körperbehinderten mit auf und wurde 1961 als Institutsdirektor beauftragt. Nach seiner Habilitation 1967 wurde er zum Dozenten am Institut für Sonderschulen der Humboldt-Universität und 1975 zum außerordentlichen Professor  für Körperbehindertenpädagogik berufen.

## Auszeichnungen
- 1965 Hufeland-Medaille der DDR in Gold